# Pseudalosterna
Pseudalosterna is een kevergeslacht uit de familie van de boktorren (Cerambycidae). De wetenschappelijke naam van het geslacht werd voor het eerst geldig gepubliceerd in 1934 door Plavilstshikov.

## Soorten
Pseudalosterna omvat de volgende soorten:
- Pseudalosterna aritai Ohbayashi & Ohbayashi, 1965
- Pseudalosterna aureola Holzschuh, 2006
- Pseudalosterna binotata (Gressitt, 1935)
- Pseudalosterna breva (Gressitt, 1935)
- Pseudalosterna cribrosa Holzschuh, 2009
- Pseudalosterna crinitosulcata Ohbayashi & Shimomura, 1986
- Pseudalosterna cuneata Holzschuh, 1999
- Pseudalosterna curtelineata (Pic, 1927)
- Pseudalosterna discalis (Gressitt, 1935)
- Pseudalosterna elegantula (Kraatz, 1879)
- Pseudalosterna extrema Holzschuh, 2008
- Pseudalosterna fuscopurpurea Ohbayashi & Shimomura, 1986
- Pseudalosterna gorodinskii Holzschuh, 2003
- Pseudalosterna imitata Holzschuh, 2003
- Pseudalosterna longigena Holzschuh, 2003
- Pseudalosterna millesima Holzschuh, 2008
- Pseudalosterna misella (Bates, 1884)
- Pseudalosterna mupinensis (Gressitt, 1935)
- Pseudalosterna obliquata Holzschuh, 1989
- Pseudalosterna pullata (Matsushita, 1933)
- Pseudalosterna submetallica (Hayashi, 1974)
- Pseudalosterna takagii Hayashi, 1961
- Pseudalosterna tryznai Holzschuh, 1999
- Pseudalosterna wolongana Holzschuh, 2003